# إبراهيم الفاسي الفهري
إبراهيم الفاسي الفهري هو الرئيس المؤسس لمعهد أماديوس (Institut Amadeus)، وهي خلية تفكير مغربية. وهو الابن الأكبر للطيب الفاسي الفهري، وزير الخارجية المغربي السابق والمستشار الحالي للملك محمد السادس.

## مسيرته
في عام 2005، أسس وترأس جمعية أماديوس، وهي جمعية للطلاب المغاربة الذين يعملون في الخارج للترويج للمغرب.
في عام 2007، تخرج في العلوم السياسية من جامعة مونتريال. في مايو 2007، انضم إلى المديرية العامة للعلاقات الخارجية في المفوضية الأوروبية كمتدرب. خلال هذا التدريب، تم تعيينه في اللجنة المنظمة للمؤتمر الوزاري الأورومتوسطي الحادي عشر حول التحول الاقتصادي.
في يونيو 2008، أسس معهد أماديوس، حيث أصبح رئيسًا. كان يقوم بتنسيق أنشطة المعهد ويوفر الخبرة في القضايا السياسية المعاصرة. ·  ·  ·  وهو المبادر والمبدع لبرنامج (MEDays) في عام 2008، وهو منتدى دولي ينظم في نوفمبر من كل عام في طنجة. ·  ·  ·  وقد عُقدت الطبعة الأولى منه في الرباط في مارس 2013.
حصل معهد أماديوس على المركز الثامن عشر في العالم في مراكز البحوث التي تقل أعمارها عن 5 سنوات، في عام 2012 من قبل جامعة بنسلفانيا في تقرير التصنيف العالمي Go-To Think Tank11. في عام 2013، احتل المعهد المرتبة 18 بين مؤسسات الفكر والرأي في منطقة الشرق الأوسط وشمال أفريقيا (من بينها إيران وتركيا وإسرائيل). في عام 2014، احتل معهد أماديوس المرتبة الثالثة عشرة من مؤسسات الفكر والرأي في منطقة الشرق الأوسط وشمال أفريقيا، والسادس عربيا والأول في المنطقة المغاربية. يحتل منتدى (MEDays) المرتبة 49 في عالم المؤتمرات الدولية.